# 追分口駅
追分口駅（おいわけぐちえき）は、福井県福井市上中町にある、えちぜん鉄道勝山永平寺線の駅である。駅番号はE6。

## 歴史
- 1915年（大正4年）5月13日：京都電燈越前電気鉄道の福井口駅 - 東藤島駅間に新設開業[1][2][3][4]。
- 1942年（昭和17年）3月2日：京福電気鉄道（京福）設立に伴い[5]、同社の越前線（後の越前本線）の駅となる[4]。
- 1975年（昭和50年）6月1日：駅業務を廃止、無人化（無人駅）[6]。
- 2001年（平成13年）6月24日：列車正面衝突事故が発生（京福電気鉄道越前本線列車衝突事故）[7]。これに伴う全線運行休止により休業[6][8]。
- 2003年（平成15年）
  - 2月1日：京福がえちぜん鉄道に駅施設を譲渡[8]。同社の勝山永平寺線の駅となる[2]。
  - 7月20日：福井駅 - 永平寺口駅間の運行再開に伴い、営業再開[8]。

## 駅構造

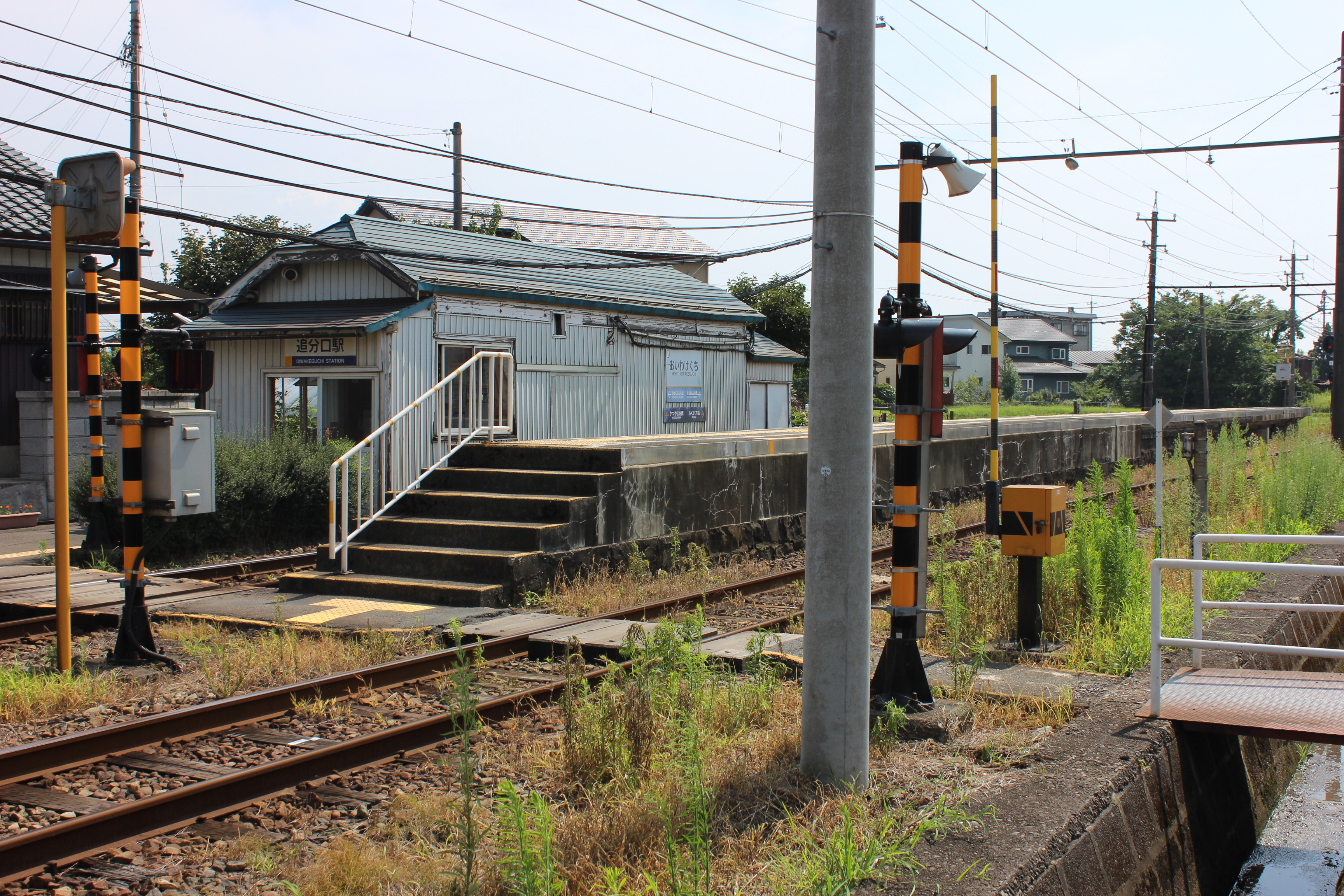
駅舎とホーム全景

島式ホーム1面2線を有する地上駅で無人駅である。列車交換が可能であるが、ホームの幅は狭く屋根が設置されていない。
| のりば | 路線          | 方向 | 行先                              |
| ------ | ------------- | ---- | --------------------------------- |
| 駅舎側 | ■勝山永平寺線 | 上り | ふくい方面 (福井方面)             |
| 反対側 | ■勝山永平寺線 | 下り | かつやま方面 (永平寺口・勝山方面) |

## 利用状況
1日の平均乗降人員は以下のとおりである。
| 乗降人員推移 | 乗降人員推移 |
| 年度         | 1日平均人数  |
| ------------ | ------------ |
| 2011年       | 84           |
| 2012年       | 88           |
| 2013年       | 107          |
| 2014年       | 97           |
| 2015年       | 97           |
| 2016年       | 92           |
| 2017年       | 90           |
| 2018年       | 92           |

## 駅周辺
駅北部は工業団地。南部は住宅地、水田が広がり、駅名の由来となった勝山街道と永平寺道の「追分」があり、道標が現在も残っている。
- 国道416号

## 隣の駅
えちぜん鉄道
■勝山永平寺線
□快速（上リのみ）・■普通
越前新保駅 (E5) - 追分口駅 (E6) - 東藤島駅 (E7)